# Stazione Leningradskij
La stazione Leningradskij (in russo Ленинградский вокзал?) è una delle 9 principali stazioni ferroviarie di Mosca ed è la più antica stazione della capitale russa. Aperta nel 1851, è il capolinea della San Pietroburgo-Mosca. Si trova presso la Piazza Komsomolskaja.

## Storia
La stazione venne inaugurata nel 1862. Venne ricostruita nel 1903 e nel 1977.

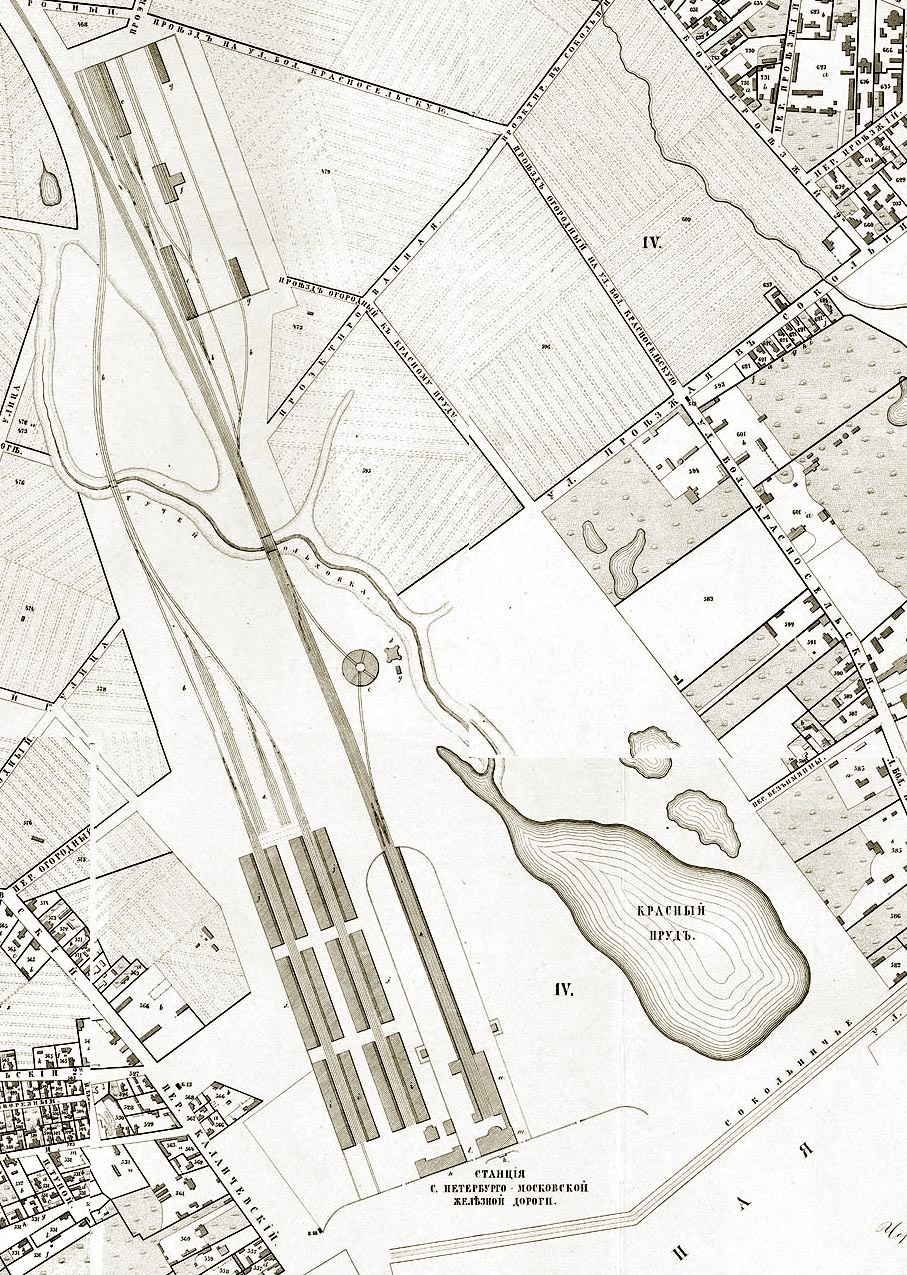
planimetria del 1852.